# Embalse de Tchimbele
El embalse de Tchimbele (Tchimbélé) se encuentra en el río Mbei, afluente del río Komo, en Gabón, aguas arriba del embalse de Kinguele, en el Parque nacional de los Montes de Cristal, la Suiza de Gabón. La ciudad más cercana es Kango.
El objetivo de la presa, junto con el embalse de Kinguele y la central térmica de Owendo (gas, 103 MW y diésel, 30 MW) es proveer de electricidad a la ciudad de Libreville. Para ello, en esta presa se usan tres grupos de producción hidroeléctrica que producen una potencia de entre 48 y 69 MW según la demanda.
La gestión es realizada por la Société d’énergie et d’eau du Gabon (SEEG), que pertenecía en 2007 en un 51% a Veolia, una empresa francesa.
La antigüedad de la presa, construida en los años setenta, hace que sea demasiado sensible a los desniveles del agua, ya que el cambio climático está provocando sequías en esta zona selvática que perjudican la producción eléctrica, y se está estudiando la forma de modernizar la central en 2016.